# Ugo Mutti
Ugo Mutti (San Lazzaro Parmense, 1º aprile 1893 – Montechiarugolo, 20 settembre 1980) è stato un imprenditore italiano.

## Biografia
La famiglia Mutti, originaria dell'Appennino parmense, era emigrata nella più fertile pianura, e all'inizio del XIX secolo Giovanni, bisnonno di Ugo, conduceva un podere a Vicofertile, distinguendosi per le innovazioni che apportava nei metodi di coltivazione della terra. Nell'ultimo decennio del secolo, Marcellino e Callisto, rispettivamente padre e zio di Ugo, si erano trasferiti, in qualità di affittuari, nella tenuta "Corte" a Piazza di Basilicanova, nel comune di Montechiarugolo, appartenente alla famiglia dei conti Politi Zambeccari. L'abilità tecnica e la capacità di apportare le più moderne soluzioni elaborate dalla scienza agraria avevano consentito ai due fratelli, in pochi anni, di acquistare la "Corte" e di impiantare all'interno del podere un caseificio, dotato dei primi macchinari per la produzione del burro e del formaggio.
La moderna storia imprenditoriale dei Mutti comincia nel 1899, quando viene intrapresa la lavorazione della conserva di pomodoro, in un apposito opificio. La quasi totalità degli operatori nel comparto della lavorazione del pomodoro è allora composta da possidenti agricoli che lavorano direttamente la materia prima, acquistandone anche una parte da altri coltivatori. La trasformazione da agricoltore a imprenditore industriale è inoltre facilitata dal fatto che la produzione della conserva è un'attività prettamente stagionale. La Mutti comincia a distinguersi nel panorama dei produttori, ottenendo riconoscimenti ufficiali per la qualità, fra cui la Medaglia d'Oro all'Esposizione di Roma nel 1911 e la Palma d'Oro all'Esposizione di Parigi nel 1925. L'azienda, come altre dei produttori locali, è attiva anche nel settore agricolo, zootecnico, caseario e dei prosciutti, ma lo sviluppo della produzione induce la famiglia a optare per una maggiore specializzazione, determinando progressivamente l'abbandono delle altre attività, per concentrarsi esclusivamente nel settore della trasformazione del pomodoro.

### Da Podestà a clandestino
All'inizio degli anni trenta, per effetto di una forte sovrapproduzione del settore e del calo dei consumi generato dalla depressione economica, i bilanci della società registrano pesanti perdite, ma già a partire dal 1935, approfittando della fase espansiva dell'economia nazionale, l’azienda torna a segnare degli utili. All'incremento della produzione si fa fronte rilevando una serie di stabilimenti posti sia nel territorio di Parma che in provincia di Alessandria e di Forlì.
Dall'inizio dell'attività fino alla morte, avvenuta nel 1941, l’impresa è diretta da Marcello Mutti, coadiuvato dai quattro figli, ciascuno dei quali rivestiva una mansione specifica. Ugo Mutti, in particolare, è preposto alla direzione tecnica degli stabilimenti, all'innovazione tecnologica, alla ricerca e sperimentazione delle tecniche produttive e dei nuovi prodotti. Il giovane Ugo Mutti aveva interrotto gli studi dopo aver conseguito la licenza elementare per entrare subito in azienda. Nel 1912 aveva partecipato come volontario alla campagna di Libia e nel giugno 1915 era stato richiamato nella fanteria per partecipare alla prima guerra mondiale.
Dopo il conflitto, Ugo Mutti è sindaco e poi podestà, dal 1923, del Comune di Montechiarugolo per 12 anni consecutivi, al termine dei quali gli viene conferita la commenda. È richiamato come tenente di artiglieria nella seconda guerra mondiale, dislocato nella Francia meridionale fino all'armistizio. Riesce a rientrare rocambolescamente in Italia, evitando la cattura da parte dei tedeschi. Dopo la costituzione della Repubblica Sociale Italiana e fino al termine delle ostilità, entra in clandestinità, acquisendo qualche credito presso il Cln che gli consente, all'indomani del 25 aprile 1945, di rientrare a casa incolume e di evitare ogni forma di epurazione. Dopo la morte del padre, è lui a indirizzare le strategie aziendali, la vera e propria anima del complesso industriale.

### Velo d'olio sul concentrato
Alla fine degli anni quaranta lo scenario dell'industria conserviera parmense assomiglia sostanzialmente a quello dell'anteguerra, con un cospicuo numero di opifici (circa 50), per lo più di piccole dimensioni, guidati con criteri artigianali e privi di politiche commerciali evolute. In quel panorama la Mutti consegue dimensioni ragguardevoli e una certa notorietà, sia in Italia che all'estero. Il marchio contrassegnato dai due leoni era già rinomato e sinonimo di qualità. Due caratteristiche distintive dell'azienda che ne determinano la fortuna sono certamente l'aver lavorato esclusivamente prodotto "in marca", e mai per conto terzi, e l'aver destinato una quota costante del proprio prodotto, pari a circa il 25%, all'esportazione. Inoltre, nel dopoguerra, grazie anche al miglioramento dei trasporti, si concentra la produzione della conserva a Basilicanova e Provazzano (fino al 1969), cedendo gli altri stabilimenti.
Il processo di trasformazione negli anni quaranta utilizza ancora le stesse procedure impiegate nel passato, e il prodotto finito è inscatolato in barattoli di banda stagnata, destinati al consumatore, oppure posto in botti di legno destinate alla commercializzazione industriale. In quel periodo la diffusione del frigorifero presso le famiglie italiane è ancora assai modesta, e uno dei maggiori problemi cui va incontro la conserva di pomodoro, una volta aperta la confezione, è quello della conservazione del prodotto non consumato. L'unica soluzione consiste nel coprire con un sottile velo d'olio il concentrato, per proteggerlo dalla muffa. In questo contesto Ugo Mutti arriva all'intuizione che avrebbe rivoluzionato il packaging del settore e apportato all'azienda un vantaggio tecnologico e commerciale sulla concorrenza: progetta, infatti, di mettere il concentrato di pomodoro in un tubetto, al fine di evitare contemporaneamente tutti i problemi igienici e di conservazione. Vengono allora condotti lunghi esperimenti per ottenere le condizioni e i vantaggi ricercati. Fino ad allora, infatti, nessuno aveva immesso dei prodotti "a caldo" e di tenore acido in contenitori di quel tipo. La nuova confezione è lanciata nella primavera del 1951.

### Il "tubetto del ditale"
Il successo non è immediato ed è necessario vincere le resistenze dei dettaglianti e dei consumatori, anche mediante un'adeguata campagna pubblicitaria. Paradossalmente l'iniziale insuccesso si volge a vantaggio di Mutti, poiché la concorrenza, sottovalutando l'impatto dell'innovazione, perde tempo prezioso, consentendo all'azienda di Basilicanova di mantenere un gap tecnologico e di consolidare il proprio primato nel settore. L'idea di utilizzare, per sigillare il tubetto, un ditale in plastica, fruibile dalle casalinghe per i lavori di cucito, contribuisce a distinguere e a rendere facilmente riconoscibile il prodotto. In breve tempo il concentrato Mutti diventa noto come il "tubetto del ditale” e il motto viene ampiamente utilizzato nella propaganda pubblicitaria e nei cartelli promozionali.
Alla fine degli anni sessanta Ugo Mutti lancia un prodotto totalmente nuovo, da lui denominato "polpa di pomodoro". Si tratta di pomodoro pelato, tagliato poi in piccolissimi pezzetti e successivamente sgocciolato. Un prodotto quindi di maggior resa, rispetto alla conserva tradizionale, e immediatamente pronto all'uso. Anche in questo caso l'azienda funge da apripista, stimolando l'intero settore.
Ugo Mutti muore a Montechiarugolo il 20 settembre del 1980. Le innovazioni tecnologiche riconducibili alla sua attività imprenditoriale hanno contribuito alla modernizzazione complessiva di un settore che, per molti decenni, non aveva registrato progressi sostanziali. L'elevata propensione di Mutti all'innovazione tecnologica rappresenta la condizione basilare che consentirà all'impresa di diventare, all'alba del terzo millennio, la marca più importante fra i produttori parmensi, e una delle realtà più significative del settore nel panorama nazionale.